# Лі Сонхі
Лі Сонхі (3 грудня 1978) — північнокорейська важкоатлетка.
Срібна призерка Олімпійських Ігор 2000 (до 58 кг), 2004 (до 58 кг) років.
Переможниця Азійських ігор 2002 року в категорії до 53 кг, срібна призерка 1998 року в категорії до 58 кг.
Чемпіонка світу 2002 року в категорії до 53 кг, срібна призерка 1997 (до 54 кг), 1999 – 58 kg, 2003 (до 53 кг) років.